# Martin Ryle
Sir Martin Ryle [mártin rájl], angleški fizik in astronom, * 27. september 1918, Brighton, Anglija, † 14. oktober 1984, Cambridge, Anglija.
Ryle je leta 1974 prejel Nobelovo nagrado za fiziko »za pionirsko raziskavo v radijski astrofiziki: Ryle za opazovanja in izume in še posebej za postopek aperturne sinteze, in Hewish za odločilno vlogo pri odkritju pulzarjev.«
Med letoma 1972 in 1982 je bil Ryle dvanajsti kraljevi astronom.